# Großer Preis von Italien 1931

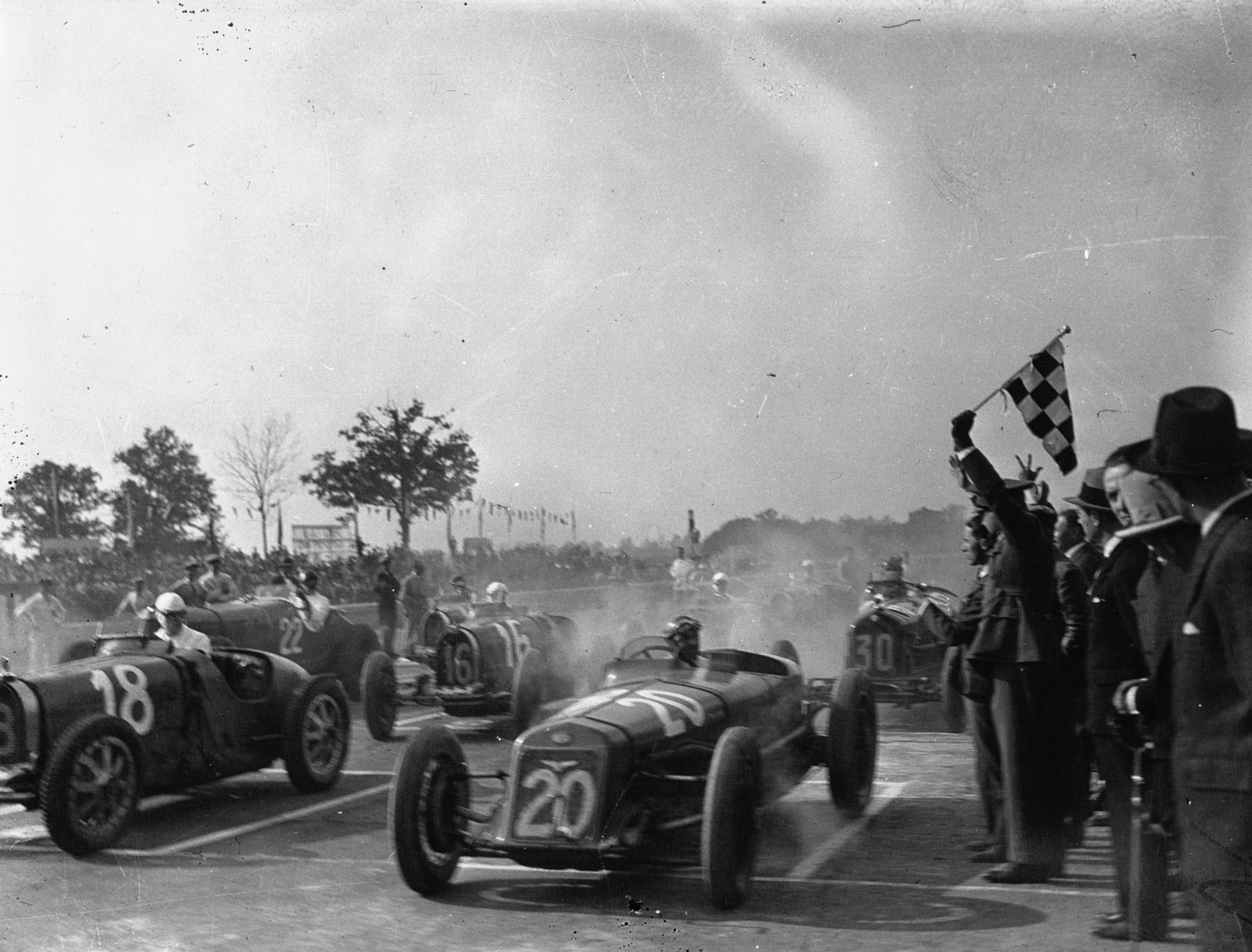
Start zum Großen Preis von Italien

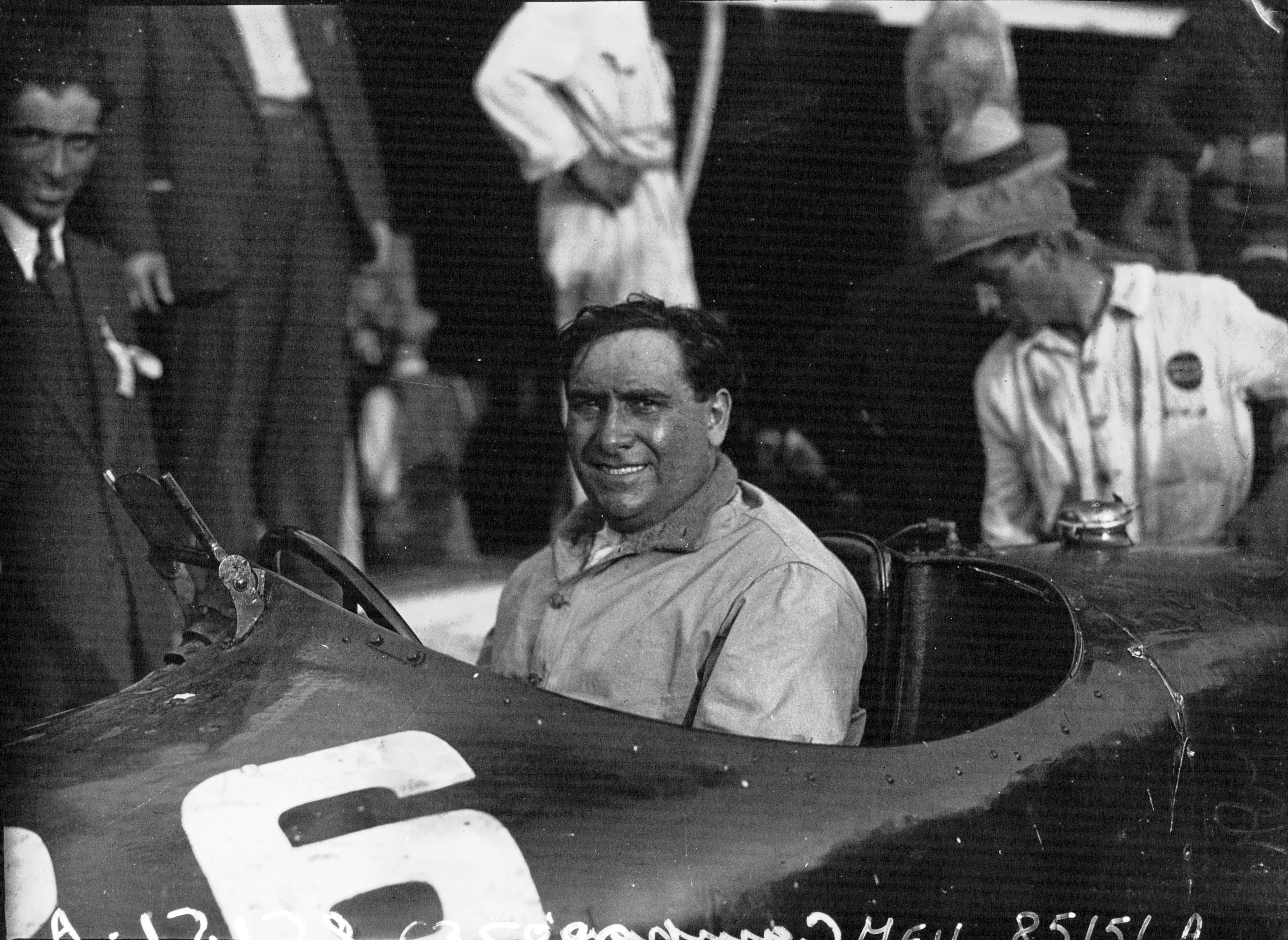
Rennsieger Giuseppe Campari

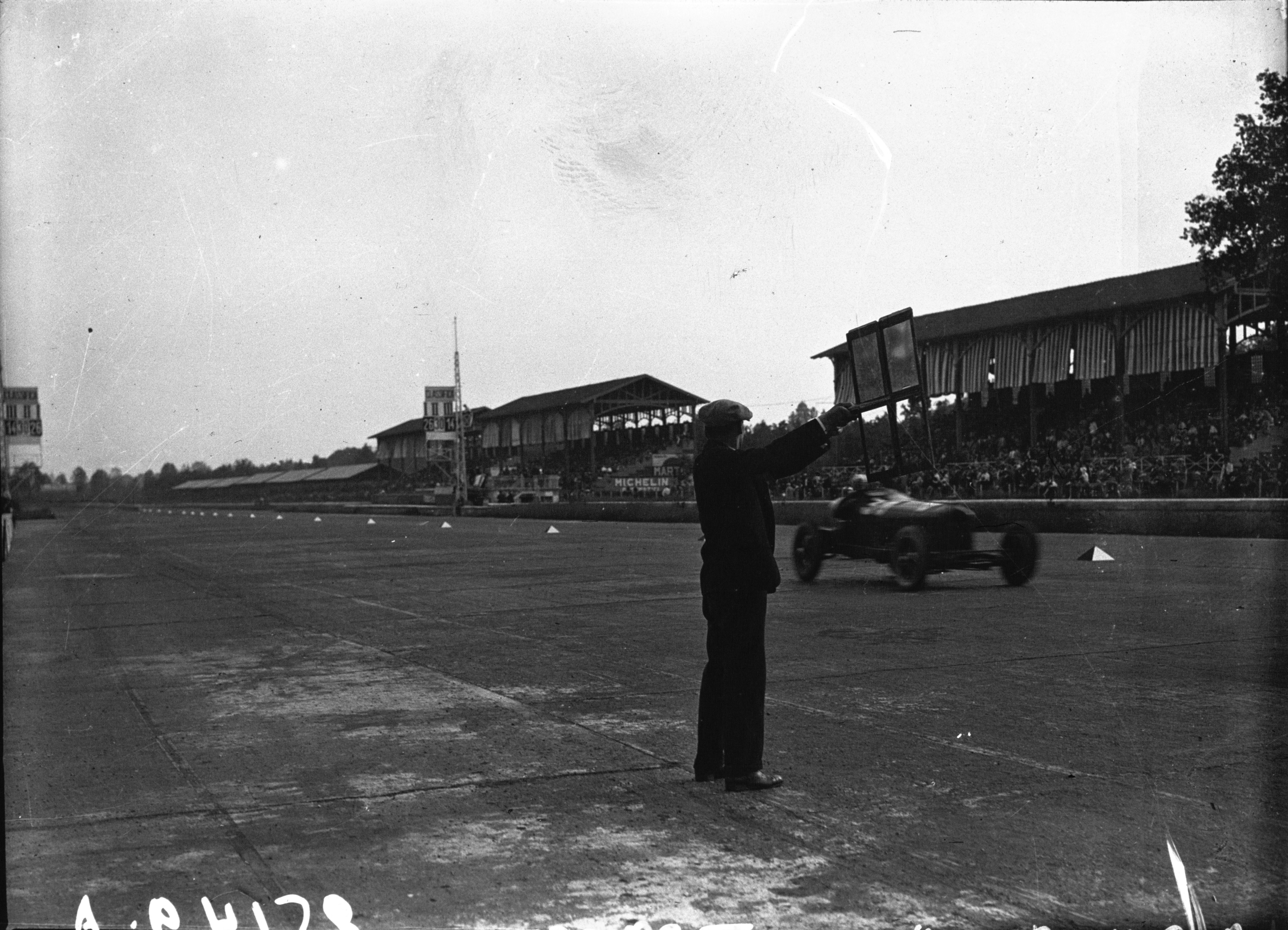
Zieldurchfahrt

Der IX. Große Preis von Italien fand am 24. Mai 1931 auf dem 10,0 km langen Autodromo di Milano in Monza statt. Als Grande Épreuve war er Wertungslauf zur Grand-Prix-Europameisterschaft 1931 und wurde gemäß den dafür geltenden Bestimmungen ohne vorgegebene Rennformel für die Wagen (einzuhalten war lediglich eine Mindestbreite von 100 cm) über eine Renndauer von 10 Stunden ausgetragen, wobei sich jeweils zwei Piloten am Steuer eines Wagens abwechselten.
Sieger wurde die Fahrerpaarung Giuseppe Campari/Tazio Nuvolari auf Alfa Romeo 8C-2300.

## Rennen
Nachdem der offizielle Grand-Prix-Sport zuletzt über mehrere Jahre eher ein Schattendasein geführt hatte, fand 1931 mit dem Großen Preis von Italien in Monza endlich ein Rennen statt, das der Bezeichnung Internationaler Grand Prix wirklich wieder gerecht wurde. Dies war nicht zuletzt auch dem Umstand zu verdanken, dass sich der Internationale Automobilverband AIACR schließlich doch von seinen bisherigen Prinzipien gelöst hatte, und die Teilnahme an den Läufen zur neu eingeführten Europameisterschaft nun auch für nicht vertraglich an eine Automobilfirma gebundene Fahrer und unter Verzicht auf beinahe jegliche technischen Beschränkungen der Wagen geöffnet hatte, wie dies bei zahlreichen formelfreien Rennen überall in Europa bereits seit längerem überaus erfolgreich der Fall war. Um die Grandes Épreuves dennoch von den „gewöhnlichen“ Rennen zu unterscheiden, war in den Bestimmungen dabei lediglich eine Renndauer von mindestens 10 Stunden festgelegt worden. Aus diesem Grund mussten pro Auto jeweils zwei Fahrer gemeldet werden, um sich während der Rennen am Steuer abzulösen. Die lange Renndauer war schließlich auch der Grund, warum der Große Preis von Italien in diesem Jahr von seinem angestammten Datum am 6. September auf den 24. Mai vorgezogen wurde, um das längere Tageslicht im Frühjahr ausnutzen zu können. Am ursprünglich vorgesehenen Termin wurde stattdessen eine weitere Auflage des Gran Premio di Monza als Formula-Libre-Rennen durchgeführt.
Als Streckenführung für den Grand Prix von Italien wurde 1931 in Monza wieder die ursprüngliche vollständige Kombination aus Straßenkurs und Ovalstrecke von insgesamt 10 km gewählt, auf der bis 1928 bereits alle vorangegangenen Ausgaben des Grand Prix ausgetragen worden waren. Um das Rennen trotz seiner Länge für Fahrer und Zuschauer interessant zu halten, wurden dabei nach jeweils drei, sechs und acht Stunden mit Geldprämien dotierte Zwischenwertungen vorgenommen.
Die Entscheidung der AIACR für die „freie Formel“ wurde durch ein ansehnliches Teilnehmerfeld für den Italienischen Grand Prix belohnt, in dem vor allem der Kampf zwischen den Werksrennställen von Bugatti und Alfa Romeo mit Spannung erwartet wurde. Die französische Firma konnte dabei unter Führung ihres erfahrenen Rennleiters Bartolomeo Costantini mit dem seit Saisonbeginn bereits überaus erfolgreichen neuen Bugatti Type 51 aufwarten, der als erster Rennmotor des Werks über zwei obenliegenden Nockenwellen verfügte. Mit Achille Varzi und Louis Chiron konnte das Team außerdem auf die wohl stärksten Fahrerpaarung des Felds zurückgreifen, während im zweiten Auto mit Albert Divo und Guy Bouriat eine ebenfalls bereits bewährte Kombination an den Start ging. Als unabhängige Teams traten außerdem auch noch die starken französischen Paarungen Marcel Lehoux/Philippe Étancelin und Jean-Pierre Wimille/Jean Gaupillat mit ihren privat gemeldeten Bugattis an.
Alfa Romeo erschien dagegen sogar gleich mit zwei neuen Modellen, einer nun auch „richtigen“ Rennwagenversion (mit deutlich verkürztem Radstand) des aus der Sportwagenlinie abgeleiteten 8C-2300-Achtzylinders, mit dem Tazio Nuvolari zuvor die Mille Miglia gewonnen hatte, und dazu mit dem Tipo A mit zwei parallel eingebauten Reihensechszylindern des 6C-Sportwagens von insgesamt 3,5 Litern Hubraum der allererste echte Renneinsitzer mit zentral angeordneter Fahrerposition eines europäischen Grand-Prix-Herstellers. Luigi Arcangeli kam mit dem Tipo A jedoch im Training bei einem schweren Unfall im Training ums Leben, so dass praktisch über Nacht der ursprüngliche Versuchswagen aus dem Werk geholt und für das Rennen vorbereitet werden musste. Alfa Romeo hatte das Team eigentlich nach Arcangelis Tod vom Rennen zurückziehen wollen, musste aber auf Anordnung von Mussolini antreten, der aus Prestigegründen einen italienischen Sieg sichergestellt sehen wollte.
Für das Rennen meldete Alfa Romeo schließlich die Fahrerpaarungen Ferdinando Minoia/Goffredo Zehender und Attilio Marinoni auf den beiden 8C-2300 und Tazio Nuvolari/Baconin Borzacchini auf dem Tipo A. Das offizielle Maserati-Team hatte seine Meldung dagegen nach zwei kürzlichen Niederlagen gegen die beiden anderen Werksrennställe zurückgezogen, um sich stattdessen in der Zwischenzeit der Weiterentwicklung seines Grand-Prix-Modells zu widmen, so dass der privat gemeldete 26M von Umberto Klinger und Pietro Ghersi der einzige Vertreter dieser Marke im Rennen war.
Insgesamt versammelten sich 14 Mannschaften am Start, der pünktlich um 8 Uhr morgens erfolgte. Gleich zu Beginn begann Varzi mit seinem Bugatti, sich vom Rest des Felds mit Campari (Alfa Romeo), Lehoux (Bugatti) und Minoia (Alfa Romeo) etwas abzusetzen, während dahinter Nuvolari seinen Monoposto nicht richtig ans Laufen bringen konnte und schon in der 32. Runde offenbar wegen eines Motorschadens endgültig abstellen musste. Da damit Alfa Romeos Spitzenpaarung bereits so frühzeitig aus dem Rennen war, nutzte die Teamleitung unter Direktor Prospero Gianferrari und Chefkonstrukteur Vittorio Jano die erste Runde der planmäßigen Boxenstopps – die alle 40 Runden zum Nachtanken, Reifenwechsel und Fahrertausch einkalkuliert worden waren – um die Mannschaften während des Rennens noch einmal komplett neu zusammenzustellen. Nachdem die beiden Fahrer durch den Ausfall ohnehin ihre Chance auf Meisterschaftspunkte verloren hatten, stieg Nuvolari nun in das Auto von Campari, während Borzacchini den Wagen von Minoia übernahm.
Auch Bugatti hatte in der Zwischenzeit gewechselt, aber schon nach der 44. Runde musste Chiron in Führung liegend mit einem Defekt am Differential aufgeben und noch vor Ablauf der vierten Stunde waren auch Lehoux/Étancelin ausgeschieden, wodurch das Rennen wieder einmal praktisch auch seiner letzten Spannung noch beraubt wurde. Während die beiden Alfa Romeos an der Spitze in kontrollierter Fahrt ihre Runden drehten und weiterhin alle 40 Umläufe zum Stopp hereinkamen, rächte sich nun das vorgegebene 10-Stunden-Format des Rennens und das Publikum begann sogar, von der Strecke abzuwandern, um sich im Park zu vergnügen und erst kurz vor Rennende wieder zurückzukehren. In der Zwischenzeit wollte jedoch zumindest Varzi nicht weiter untätig bleiben und übernahm den im Rennen verbliebenen Bugatti von Divo/Bouriat, der von permanenten Reifenproblemen geplagt mehrere Runden zurückgefallen war, bis das Problem durch Umstieg auf die haltbareren, aber auch schwereren Targa-Florio-Reifen doch noch gelöst werden konnte. Varzi konnte im Anschluss sogar noch einmal wieder eine ganze Runde aufholen, musste sich aber am Ende doch mit dem dritten Platz begnügen. Alfa Romeo feierte dagegen beim Debüt des neuen Modells mit Campari/Nuvolari vor Minoia/Borzacchini gleich einen Doppelerfolg, der auch zum Anlass genommen wurde, dem 8C-2300 den ehrenvollen Beinamen „Monza“ zu verleihen, der seitdem allgemein dafür gebräuchlich geworden ist.

## Arcangelis Unfall
Vom Unfall nach der zweiten Lesmo-Kurve gab es keine Augenzeugenberichte, sodass bis heute die Unfallursache unklar ist. Ob die Kollision mit einem Hasen am Tag davor, die Lenkung des zweimotorigen Tipo-A-Monoposto beschädigte blieb daher genauso Spekulation, wie der Umstand, ob Arcangeli beim Versuch die bislang beste Rundenzeit von Giuseppe Campari zu unterbieten einen Fahrfehler beging. Arcangeli starb an seinen Kopfverletzungen.

## Ergebnisse

### Meldeliste
Aufgrund der Renndauer musste für jedes Auto ein zweiter Fahrer nominiert werden.
| Team                       | Nr. | Fahrer                                                             | Info        | Chassis               | Motor                                | Reifen |
| -------------------------- | --- | ------------------------------------------------------------------ | ----------- | --------------------- | ------------------------------------ | ------ |
| Officine Alfieri Maserati  | 02  |                                                                    | DNA a       | Maserati 26M          | Maserati 2.5L I8 Kompressor          | P      |
| Officine Alfieri Maserati  | 04  |                                                                    | DNA a       | Maserati 26M          | Maserati 2.5L I8 Kompressor          | P      |
| Officine Alfieri Maserati  | 06  |                                                                    | DNA a       | Maserati 26M          | Maserati 2.5L I8 Kompressor          | P      |
| Umberto Klinger            | 08  | Umberto Klinger Pietro Ghersi                                      |             | Maserati 26M          | Maserati 2.5L I8 Kompressor          |        |
| Carlo Pedrazzini           | 10  | Carlo Pedrazzini                                                   | DNA         | Maserati 26B          | Maserati 2.1L I8 Kompressor          |        |
| Automobiles Ettore Bugatti | 12  | Achille Varzi Louis Chiron                                         |             | Bugatti T51           | Bugatti 2.3L I8 Kompressor           | M      |
| Automobiles Ettore Bugatti | 14  | Albert Divo Guy Bouriat                                            |             | Bugatti T51           | Bugatti 2.3L I8 Kompressor           | M      |
| Marcel Lehoux              | 16  | Marcel Lehoux Philippe Étancelin                                   |             | Bugatti T51           | Bugatti 2.3L I8 Kompressor           |        |
| Jean-Pierre Wimille        | 18  | Jean-Pierre Wimille Jean Gaupillat                                 |             | Bugatti T51           | Bugatti 2.3L I8 Kompressor           | M      |
| Robert Sénéchal            | 20  | Robert Sénéchal Henri Frètet                                       | DNS b       | Delage Type 15 S 8    | Delage 1.5L I8 Kompressor            |        |
| Boris Iwanowski            | 22  | Boris Iwanowski Henri Stoffel                                      |             | Mercedes-Benz SSK     | Mercedes-Benz M06 7.1L I6 Kompressor |        |
| Antonio Maino              | 24  | Antonio Maino Gildo Strazza                                        | DNS         | Mercedes-Benz SSK     | Mercedes-Benz M06 7.1L I6 Kompressor |        |
| SA Alfa Romeo              | 26  | Giuseppe Campari Luigi Arcangeli Attilio Marinoni Tazio Nuvolari e | DNS c DNS d | Alfa Romeo Monza      | Alfa Romeo 2.3L I8 Kompressor        | P      |
| SA Alfa Romeo              | 30  | Ferdinando Minoia Goffredo Zehender Baconin Borzacchini g          | DNS f       | Alfa Romeo Monza      | Alfa Romeo 2.3L I8 Kompressor        | P      |
| SA Alfa Romeo              | 28  | Tazio Nuvolari Attilio Marinoni Baconin Borzacchini                | DNS h DNS i | Alfa Romeo Tipo A     | Alfa Romeo 2 × 1.8L I6 Kompressor    | P      |
| Francesco Pirola           | 32  | Francesco Pirola Giovanni Lurani                                   |             | Alfa Romeo 6C-1500    | Alfa Romeo 1.5L I6 Kompressor        |        |
| Guglielmo Lettieri         | 34  | Guglielmo Lettieri Giovanni Minozzi                                | DNA         | Alfa Romeo 6C-1750    | Alfa Romeo 1.8L I6 Kompressor        |        |
| Luigi Castelbarco          | 36  | Luigi Castelbarco Tino Bianchi                                     | DNS         | Maserati 26M          | Maserati 2.5L I8 Kompressor          |        |
| Amedeo Ruggeri             | 38  | Amedeo Ruggeri Renato Balestrero                                   |             | Talbot 700 Kompressor | Talbot 1.8L I8                       |        |
| Carlo di Vecchio           | 40  | Carlo di Vecchio Gerolamo Ferrari                                  |             | Talbot 700            | Talbot 1.5L I8 Kompressor            |        |
|                            | 42  |                                                                    | DNA         | Talbot                |                                      |        |
| Angelo Facchetti           | 44  | Angelo Facchetti                                                   | DNA         | Itala                 |                                      |        |
|                            | 46  |                                                                    | DNA         | Bugatti               |                                      |        |
| Luigi Villa                | 48  | Luigi Villa Gerardo Tornelli                                       | DNA         | Bugatti               |                                      |        |
| Alfredo Caniato            | 50  | Alfredo Caniato Mario Tadini                                       |             | Alfa Romeo 6C-1750    | Alfa Romeo 1.8L I6 Kompressor        | P      |

### Startaufstellung
Sie Startpositionen wurden ausgelost.
| Sénéchal | Wimille    | Campari   |
|          |            |           |
| Minoia   | Lehoux     | Iwanowski |
|          |            |           |
| Nuvolari | di Vecchio | Divo      |
|          |            |           |
| Caniato  | Varzi      | –         |
|          |            |           |
| Ruggeri  | Klinger    | Pirola    |

### Rennergebnis
| Pos. | Fahrer                                | Konstrukteur | Runden | Stopps | Zeit         | Start | Schnellste Runde | Ausfallgrund           | EM-Punkte |
| ---- | ------------------------------------- | ------------ | ------ | ------ | ------------ | ----- | ---------------- | ---------------------- | --------- |
| 01   | Giuseppe Campari Tazio Nuvolari       | Alfa Romeo   | 155    | 3      | 10:00:00,7 h | 3     | 3:32,8 min1      |                        | 1 -       |
| 02   | Ferdinando Minoia Baconin Borzacchini | Alfa Romeo   | 153    | 3      | + 2 Runden   | 4     |                  |                        | 2 -       |
| 03   | Albert Divo Guy Bouriat Achille Varzi | Bugatti      | 152    | 5      | + 3 Runden   | 9     |                  |                        | 3 -       |
| 04   | Jean-Pierre Wimille Jean Gaupillat    | Maserati     | 138    |        | + 17 Runden  | 2     |                  |                        | 4         |
| 05   | Boris Iwanowski Henri Stoffel         | Mercedes     | 134    |        | + 21 Runden  | 6     |                  |                        | 4         |
| 06   | Francesco Pirola Giovanni Lurani      | Alfa Romeo   | 126    |        | + 26 Runden  | 14    |                  |                        | 4         |
| 07   | Amedeo Ruggeri Renato Balestrero      | Talbot       | 129    |        | + 26 Runden  | 12    |                  |                        | 4         |
| 08   | Umberto Klinger Pietro Ghersi         | Maserati     | 114    |        | + 41 Runden  | 13    |                  |                        | 5         |
| —    | Carlo di Vecchio Gerolamo Ferrari     | Talbot       | 87     |        | DNF          | 8     |                  | Ausfall                | 5         |
| —    | Robert Sénéchal (Henri Frètet)        | Delage       | 81     |        | NC           | 1     |                  | zu geringe Renndistanz | 5 8       |
| —    | Marcel Lehoux Philippe Étancelin      | Bugatti      | 49     |        | DNF          | 5     |                  | defekte Pleuelstange   | 6         |
| —    | Achille Varzi Louis Chiron            | Bugatti      | 44     |        | DNF          | 11    |                  | Differentialschaden    | 6         |
| —    | Tazio Nuvolari (Baconin Borzacchini)  | Alfa Romeo   | 31     |        | DNF          | 7     |                  | Motorschaden           | 7 8       |
| —    | Alfredo Caniato Mario Tadini          | Alfa Romeo   | 14     |        | DNF          | 10    |                  | Ausfall                | 7         |
| —    | Antonio Maino Gildo Strazza           | Mercedes     |        |        | DNS          |       |                  |                        | 8         |
| —    | Luigi Castelbarco Tino Bianchi        | Maserati     |        |        | DNS          |       |                  |                        | 8         |

1 Giuseppe Campari